# Аццано-Сан-Паоло
Аццано-Сан-Паоло (італ. Azzano San Paolo, п'єм. Azzano San Paolo) — муніципалітет в Італії, у регіоні Ломбардія, провінція Бергамо.
Аццано-Сан-Паоло розташоване на відстані близько 480 км на північний захід від Рима, 45 км на північний схід від Мілана, 4 км на південь від Бергамо.
Населення — 7641 особа (2014).
Щорічний фестиваль відбувається 25 січня. Покровитель — святий Павло.

## Демографія
Населення за роками:

Станом на 1 січня 2023 року в муніципалітеті офіційно проживало 879 іноземців з 65 країн, серед них 118 громадян країн Євросоюзу та 64 громадяни України.

## Сусідні муніципалітети
- Бергамо
- Оріо-аль-Серіо
- Стеццано
- Цаніка